# Mario Gentil Silva
Mario Gentil Silva (Braga, 1º gennaio 1993) è un taekwondoka portoghese.

## Palmarès
- Europei

Manchester 2012: bronzo nei 63 kg;
Baku 2014: bronzo nei 63 kg.